# Ksawery Masiuk
Ksawery Masiuk (ur. 17 grudnia 2004 w Tarnowie) – polski pływak specjalizujący się w stylu grzbietowym, olimpijczyk, brązowy medalista Mistrzostw Świata seniorów, Wicemistrz Europy i brązowy medalista Mistrzostw Europy seniorów, Mistrz Świata juniorów i Mistrz Europy juniorów oraz rekordzista Polski.

## Kariera zawodnicza
Karierę zawodniczą rozpoczął we wrześniu 2012 r. w UKS Start Wola Rzędzińska pod okiem trenera Henryka Iwańca. W związku z remontem basenu w Tarnowie Mościcach i brakiem innych obiektów do trenowania klub ten jednak zakończył działalność wraz z końcem roku szkolnego 2012/13. We wrześniu 2013 r. rozpoczął treningi w sekcji pływackiej BOSiR Brzesko z trenerem Marcinem Kacerem, gdzie ćwiczył do końca sierpnia 2017 r. 1 września 2017 zmienił barwy klubowe przenosząc się do UKS G-8 Bielany Warszawa. Jego trenerem w latach 2017–2019 był Łukasz Drynkowski. Wraz z przejściem od 1 września 2019 do LIX Liceum Ogólnokształcącego Mistrzostwa Sportowego im. Janusza Kusocińskiego w Warszawie jego nowym trenerem w G-8 Bielany Warszawa został Paweł Wołkow.

### Zawody krajowe
Startując na Głównych Mistrzostwach Polski Seniorów i Młodzieżowców w Lublinie (28 kwietnia – 2 maja 2021), 29 kwietnia zdobył złoto na 50 m stylem grzbietowym (25,14 s), co było nowym rekordem Polski 17-latków i minimum kwalifikacyjnym do mistrzostw Europy seniorów w Budapeszcie. Tego samego dnia wywalczył złoto w sztafecie 4*100 m stylem dowolnym (Kacper Stokowski, Ksawery Masiuk, Jan Karolczak, Bartosz Piszczorowicz) z czasem 3:19,72 s. 2 maja wywalczył brązowy medal na 100 m stylem grzbietowym (54,94 s). Tego samego dnia zdobył złoty medal w sztafecie 4*100 m stylem zmiennym (Ksawery Masiuk, Robert Kusto, Adrian Jaśkiewicz, Kacper Stokowski) z czasem 3:40,06 s.
Podczas Zimowych Mistrzostw Polski Seniorów, Młodzieżowców w Bydgoszczy (1–5 grudnia 2021), 1 grudnia 2021 zdobył srebro wśród seniorów na 100 m stylem motylkowym (51,20 s) ustanawiając nowy Rekord Polski 17-latków. 3 grudnia wywalczył brązowy medal wśród seniorów na 50m stylem motylkowym (23,19 s) ustanawiając nowy Rekord Polski 17-latków. Tego samego dnia w seniorskim finale 200 m stylem grzbietowym zdobył brązowy medal (1:53,68 s). 5 grudnia wywalczył brązowy medal wśród seniorów na 100 m stylem grzbietowym (51.76s). Tego samego dnia zdobył srebrny medal w sztafecie 4x100 m stylem zmiennym (Ksawery Masiuk, Filip Urbański, Paweł Uryniuk, Jerzy Stachurski) z czasem 3:33,54 s.
Startując na Głównych Mistrzostw Polski Seniorów i Młodzieżowców w Lublinie (31 maja – 4 czerwca 2022) zdobył złoto na 50m stylem grzbietowym (24,86 s), złoto na 100m stylem grzbietowym (53,82 s) i złoto na 200m stylem grzbietowym (1:59,33 m). Ponadto zdobył złoto w sztafecie 4×100m stylem zmiennym  (Ksawery Masiuk, Filip Urbański, Adrian Jaśkiewicz, Paweł Uryniuk) z czasem 3:39.84 s, złoto w sztafecie mieszanej 4×100m stylem dowolnym (Ksawery Masiuk, Paweł Uryniuk, Agata Naskręt, Zofia Sobczak) z czasem 3:35,42 s, brązowy medal w sztafecie 4*100 m stylem dowolnym (Ksawery Masiuk, Karol Młynarczyk, Adrian Jaśkiewicz, Radosław Kawęcki) z czasem 3:22,26 s.
Podczas Głównych Mistrzostw Polski Seniorów i Młodzieżowców w Olsztynie (26 - 29 kwietnia 2023) powtórzył sukces z 2022 roku z GMPSiM w Lublinie i obronił Mistrzostwo Polski na 50m stylem grzbietowym (25,03 s), 100m stylem grzbietowym ex aequo z Kacprem Stokowskim (53,74 s) i 200m stylem grzbietowym (1:59,01 m) oraz wywalczył Mistrzostwo Polski w sztafecie mieszanej 4*100 m stylem zmiennym (Ksawery Masiuk, Zofia Sobczak, Adrian Jaśkiewicz, Barbara Walczak) z czasem 3:51,20 s, co było czasem szybszym od dotychczasowego Rekordu Polski.
Podczas Zimowych Mistrzostw Polski Seniorów i Młodzieżowców w pływaniu w Poznaniu (23 - 26 listopada 2023) powtórzył sukces z Głównych Mistrzostw Polski Seniorów i Młodzieżowców w Olsztynie (26 - 29 kwietnia 2023) i obronił Mistrzostwo Polski na 50m stylem grzbietowym z czasem 24,69 s, który był szybszym od minimum kwalifikacyjnego na Mistrzostwa Świata Seniorów w Doha (Katar), 100m stylem grzbietowym z czasem 53,91 s, który był szybszym od minimum kwalifikacyjnym na Mistrzostwa Świata Seniorów w Dosze (Katar) i na 200m stylem grzbietowym (1:56,48 s), który był szybszym od minimum kwalifikacyjnego na Igrzyska Olimpijskie w Paryżu 2024 i na Mistrzostwa Świata Seniorów w Doha (Katar). Zdobył ponadto Mistrzostwo Polski Seniorów i Młodzieżowców na 100 m stylem dowolnym w czasie 48.62 oraz wywalczył Mistrzostwo Polski w sztafecie mieszanej 4*100 m stylem zmiennym (Ksawery Masiuk, Zofia Sobczak, Adrian Jaśkiewicz, Barbara Walczak) z czasem 3:55,63 s i srebro w sztafecie męskiej 4*100 m stylem zmiennym (Ksawery Masiuk, Grzegorz Czogała, Adrian Jaśkiewicz, Dawid Malik) z czasem 3:43,00 s.
Podczas Mistrzostw Polski w Pływaniu w kategorii Open i Młodzieżowców (19-23 lat) w Lublinie (25 - 28 kwietnia 2024) wygrał w pierwszym dniu Mistrzostw 200 m stylem grzbietowym z czasem 1:58,20 s, który był szybszym od minimum kwalifikacyjnego na Mistrzostwa Europy Seniorów w Belgradzie 2024 (Serbia) i na 50 m stylem grzbietowym (24,73 s) z czasem szybszym od minimum kwalifikacyjnego na Mistrzostwa Europy w Belgradzie 2024. Ponadto zdobył srebro na 100 m stylem grzbietowym w czasie 54.13, który był szybszym od minimum kwalifikacyjnego na Mistrzostwa Europy Seniorów w Belgradzie 2024. Wspólnie z Julią Niewczas (klasyk), Adrianem Jaśkiewiczem (motyl) i Zofią Sobczak (dowolny)  po raz kolejny zdobyli Mistrzostwo Polski w sztafecie mieszanej 4*100 m stylem zmiennym  z czasem 3:56,20 s.
W dniach 28.04-1.05.2025 w Lublinie odbyły się Mistrzostwa Polski w Pływaniu w Kategorii Open i Młodzieżowców 19-23 lat (na basenie 50 m), z udziałem 745 zawodników ze 121 klubów.
Ksawery Masiuk wystartował w zmaganiach na wszystkich dystansach w stylu grzbietowych (50 m, 100 m i 200 m) oraz na 100 m w stylu dowolnym i na 50 m oraz 100 m w stylu motylkowym.
Kolejny raz wygrał "koronę grzbietu" zwyciężając na 50 m stylem grzbietowym z czasem 24.46, na 100 m stylem grzbietowym z czasem 52.55 i na 200 m stylem grzbietowym z czasem 1:58.97. Jego wynik na 50 m i na 100 m stylem grzbietowym był równocześnie Minimum Kwalifikacyjnym na Mistrzostwa Świata w Singapurze na basenie 50 m.
Startując w stylu dowolnym na 100 m Ksawery Masiuk zajął 2 miejsce z czasem 48.42.
Na 50 m stylem motylkowym Ksawery Masiuk zajął 4 miejsce z czasem 23.94. 
Na 100 m stylem motylkowym Ksawery Masiuk zajął 2 miejsce z czasem 51.93. Jego czas z eliminacji na 100 m stylem motylkowym był Minimum Kwalifikacyjnym na Mistrzostwa Świata w Singapurze na basenie 50m.
Podczas lubelskich Mistrzostw Polski Ksawery Masiuk pokazał swoją rewelacyjną wszechstronność stylową oraz wytrzymałość, tym bardziej, że finały 100 m stylem motylkowym i 200 m stylem grzbietowym były w krótkich odstępach czasowych, tak jak i finał 100 m stylem dowolnym i 50 m stylem motylkowym.

### Zawody międzynarodowe
W 2021 r. na mistrzostwach Europy juniorów w Rzymie z czasem 53,91 zwyciężył w konkurencji 100 m stylem grzbietowym. Złoto zdobył także na dystansie dwukrotnie dłuższym (1:58,41) oraz w sztafecie 4×100 m stylem zmiennym. W konkurencji 50 m stylem grzbietowym był drugi, uzyskawszy czas 25,28. W sztafecie 4×100 m stylem dowolnym wywalczył brązowy medal.
W 2022 r. podczas mistrzostw świata seniorów w Budapeszcie w eliminacjach 100 m stylem grzbietowym czasem 53,33 pobił własny rekord Polski, który poprawił jeszcze w półfinale, uzyskując jako pierwszy Polak w historii czas poniżej 53 sekund (52,58). W finale tej konkurencji zajął 6. miejsce z czasem 52,75. W półfinale 50 m stylem grzbietowym ustanowił nowy rekord Polski (24,48), a w finale z czasem 24,49 zdobył brązowy medal.
6 lipca 2022 podczas mistrzostw Europy juniorów w Otopeni zwyciężył w finale 50 m stylem grzbietowym z czasem 24,65. Tego samego dnia Ksawery Masiuk w sztafecie 4×100 m stylem dowolnym mix (Ksawery Masiuk, Krzysztof Matuszewski, Julia Kulik, Paulina Cierpiałowska) z czasem 3:29,85 zdobyli brązowy medal. 8 lipca 2022 zwyciężył w finale 200 m stylem grzbietowym z czasem 1:56,62. 9 lipca 2022 Ksawery Masiuk w sztafecie 4×200 m stylem dowolnym (Ksawery Masiuk, Krzysztof Matuszewski, Adam Zdybel, Jakub Walter) z czasem 7:21,33 zdobyli brązowy medal. 10 lipca 2022 zwyciężył w finale 100 m stylem grzbietowym z czasem 52,91. Tego samego dnia Ksawery Masiuk w sztafecie 4×100 m stylem zmiennym (Ksawery Masiuk, Filip Urbański, Michał Chmielewski, Krzysztof Matuszewski) z czasem 3:38,89 zdobyli brązowy medal.
30 sierpnia 2022 podczas mistrzostw świata juniorów w Limie zwyciężył w finale 100 m stylem grzbietowym z czasem 52,91. 31 sierpnia zdobył złoto w sztafecie 4×100 m stylem zmiennym mix (Ksawery Masiuk, Karolina Piechowicz, Krzysztof Chmielewski, Paulina Cierpiałowska). 1 września zwyciężył w finale 50 m stylem grzbietowym z czasem 24,44. 2 września Ksawery Masiuk w sztafecie 4×200 m stylem dowolnym (Ksawery Masiuk, Krzysztof Matuszewski, Adam Zdybel, Jakub Walter) z czasem 7:19,93 zdobyli brązowy medal. 4 września Ksawery Masiuk w finale 200 m stylem grzbietowym zdobył brązowy medal z czasem 1:56,05. Tego samego dnia Ksawery Masiuk w sztafecie 4×100 m stylem zmiennym (Ksawery Masiuk, Krzysztof Matuszewski, Filip Urbański, Michał Chmielewski, Krzysztof Matuszewski) wywalczyli złoto z czasem 3:40,17.
25 lipca 2023 w finale 100m stylem grzbietowym podczas Mistrzostw Świata Seniorów w Fukuoka zajął 6 miejsce z czasem 52,92. 
30 lipca 2023 w finale 50m stylem grzbietowym Mistrzostw Świata Seniorów w Fukuoka zajął 4 miejsce z czasem 24,57, do trzeciego miejsca zabrakło 0,07s. Pocieszającym był fakt, że był najszybszym Europejczykiem w tym finale.
7 października 2023 podczas Pucharu Świata w Berlinie zajął trzecie miejsce na 50m stylem grzbietowym z czasem 25,09. 8 października 2023 podczas Pucharu Świata w Berlinie zajął trzecie miejsce na 100m stylem grzbietowym z czasem 54,20.
14 lutego 2024 podczas Mistrzostw Świata w Dosze (Katar) w finale sztafet mieszanych 4x100m stylem zmiennym, sztafeta Polski w składzie Ksawery Masiuk, Dominika Sztandera, Jakub Majerski, Katarzyna Wasick (w eliminacjach Kornelia Fiedkiewicz) zajęła czwarte miejsce z czasem 3:46.04.
18 lutego 2024 podczas Mistrzostw Świata w Dosze (Katar) w finale 50m stylem grzbietowym zajął trzecie miejsce z czasem 24,44 (wyrównanie rekordu Polski). Kolejny raz był najlepszym Europejczykiem wśród sprinterów na 50m stylem grzbietowym.
Ksawery Masiuk wziął udział w Mistrzostwach Europy w pływaniu w Belgradzie w dniach 17-23.06.2024 r. 
Mistrzostwa rozpoczął 18.06.2024 r. od startu w wyścigu finałowym sztafet mieszanych w składzie: Ksawery Masiuk, Dominika Sztandera, Jakub Majerski i Kornelia Fiedkiewicz. Choć sztafeta do mety dopłynęła, jako pierwsza, to z uwagi na błąd żabkarki na drugiej zmianie, sztafeta została zdyskwalifikowana.
19.06.2024 r. Ksawery Masiuk wystartował w finale 200 m stylem grzbietowym i z czasem 1:57,50 zajął 5. miejsce. 
20.06.2024 r Ksawery Masiuk wystartował w sztafecie męskiej 4×100 m dowolnym w składzie: Mateusz Chowaniec, Dominik Dudys, Ksawery Masiuk i Kamil Sieradzki. Sztafeta z czasem 3:13,25 zdobyła Wicemistrzostwo Europy. 
21.06.2024 r. Ksawery Masiuk wystartował w finale 50 m stylem grzbietowym, gdzie z czasem 24,63 zdobył Wicemistrzostwo Europy. 
23.06.2024 r. wystartował w ostatnim finale indywidualnym na tych mistrzostwach na 100 m stylem grzbietowym i z czasem 53,56 zajął trzecie miejsce. 
Tego samego dnia na zakończenie mistrzostw wystartował w sztafecie męskiej 4*100 m stylem zmiennym w składzie: Ksawery Masiuk, Jan Kałusowski, Jakub Majerski i Kamil Sieradzki, która z czasem 3:33,44 zdobyła Wicemistrzostwo Europy. 
Mistrzostwa Europy w Pływaniu w Belgradzie 2024 były najlepszym startem w historii dotychczasowych występów polskiej Kadry Narodowej Seniorów na imprezie tej rangi pod względem zdobytych medali - 15 (3 złote, 6 srebrnych i 6 brązowych).
28.07.2024 r. do południa startem w eliminacjach na 100 m stylem grzbietowym zainaugurował udział w Igrzyskach XXXIII Olimpiady w Paryżu. Z czasem 53,08 zwyciężył w IV. serii, zajmując 5. miejsce w eliminacjach. 
Tego samego dnia w popołudniowych półfinałach wystartował w 2. serii zajmując 6. miejsce, 
a finalnie 12. z czasem 53,43.
31.07.2024 r. w dopołudniowych eliminacjach wystartował w 3. serii na 200 m stylem grzbietowym i z czasem 1:58,01 zajął 6. miejsce w serii, a finalnie 17..
3.08.2024 wystartował w sztafecie męskiej w eliminacjach 4×100 m stylem zmiennym w składzie: Ksawery Masiuk, Jan Kałusowski, Jakub Majerski i Bartosz Piszczorowicz. Sztafeta płynąc w 1. serii z czasem 3:33,70 zajęła 5. miejsce, a finalnie dziesiąte.
10.12.2024 podczas Mistrzostw Świata w pływaniu na basenie 25 m w Budapeszcie wystartował w wyścigu finałowym sztafet męskich  4×100 m stylem dowolnym w składzie: Kamil Sieradzki, Jakub Majerski, Ksawery Masiuk i Kacper Stokowski. Sztafeta z czasem 3:04,36 zajęła 3. miejsce, najlepsze w dotychczasowych startach polskich sztafet na Mistrzostwach Świata. Ksawery Masiuk popłynął najszybciej w swojej zmianie w historii polskiego pływania.
W dniach 26-29.06.2025 odbyły się Mistrzostwa Europy U-23 w Šamorin na Słowacji (na basenie 50 m), którego organizatorem była European Aquatics. W  Mistrzostwach wzięła udział 24 osobowa reprezentacja Polski.
W drugim dniu Mistrzostw Ksawery Masiuk popłynął w eliminacjach na 50 m stylem grzbietowym i z czasem 25.25 zajął ex aeqo 4-te miejsce z reprezentantem Niemiec Vincent Passek. W popołudniowych finałach Masiuk wywalczył pierwsze miejsce z czasem 24.82.
Mistrzostwa Europy U-23 były drugą edycją tych zawodów w historii. Polska reprezentacja odniosła w nich historyczny sukces, wygrywając Klasyfikację Medalową Mistrzostw z dorobkiem 11 medali (5z, 4s i 2b).